# بوستان‌باشی
بوستان‌باشی (به ترکی استانبولی: Bostanbaşı) شهری است در کشور ترکیه که در استان ملطیه واقع شده‌است. جمعیت این شهر بر اساس سرشماری سال ۲۰۰۸ میلادی ۶٬۷۴۴ نفر و بر اساس برآوردهای سال ۲۰۰۹ میلادی ۸٬۱۵۱ نفر می‌باشد.